# Roberto Succo (film)
Pour les articles homonymes, voir Succo.
Pour plus de détails, voir Fiche technique et Distribution.
Roberto Succo est un film français réalisé par Cédric Kahn, sorti en 2001. Il est librement inspiré de la vie du tueur en série italien Roberto Succo (1962-1988).

## Synopsis
En 1981, deux corps mutilés sont découverts dans la baignoire d'un petit appartement de Mestre, en Italie. Cinq ans plus tard, dans un bar de la Côte d'Azur, Léa, une jeune lycéenne, rencontre Kurt, un étrange garçon qui se dit Anglais malgré un fort accent italien. Ils deviennent amants. Kurt a des réactions étranges, une imagination débordante et change sans cesse de voiture. Les vacances finies, Léa rentre chez elle en Savoie. Kurt vient la retrouver. Ils se revoient régulièrement.
Le long d'un axe reliant la Côte d'Azur à la Savoie, des meurtres, cambriolages, viols et agressions en tous genres sont perpétrés. Les gendarmes ne parviennent à trouver aucun lien ni aucune cohérence dans l'ensemble de ces méfaits. L'enquêteur principal, le major Thomas, finit par comprendre que c'est l'œuvre d'un fou. Léa, lassée par l'impulsivité de Kurt, le quitte. Il réagit violemment. Plus tard, dans une boîte de nuit, il aborde un groupe de trois filles, dont deux sœurs. Des concurrents se manifestent. Il tire sur l'un d'eux sur le parking, le laisse pour mort et s'enfuit. Le lendemain, les policiers viennent interroger les filles chez elles. Il tire sur les policiers et assassine l'un d'eux. Il s'enfuit en Suisse, où il prend en otage une femme qui conduisait sa voiture. Après une longue course-poursuite, elle saute de la voiture en marche, il parvient à s'échapper. Il regagne l'Italie. Léa reconnait Kurt sur un avis de recherche. Son nouvel amoureux la convainc d'aller au commissariat dénoncer Kurt. Grâce à son témoignage, les enquêteurs identifient Kurt comme étant Roberto Succo, qui a tué ses parents en 1981, à Mestre. C'est là-bas qu'il est arrêté par les carabiniers.
Succo fait un coup d'éclat médiatique en tentant de s'évader par le toit de la prison, suspendu à un câble électrique, devant les caméras de télévisions. Il se suicide en prison en se glissant la tête dans un sac plastique et s'asphyxiant avec une bouteille de gaz ouverte.

## Fiche technique
- Titre : Roberto Succo
- Réalisation : Cédric Kahn
- Scénario : Cédric Kahn, d'après le livre de Pascale Froment, Je te tue. Histoire vraie de Roberto Succo, assassin sans raison
- Images : Pascal Marti
- Montage : Yann Dedet
- 1re assistante réal. : Valérie Mégard
- Musique originale : Julien Civange
- Chanson : Marianne Faithfull
- Son : Éric Devulder et Jean-Pierre Laforce
- Décors : François Abelanet
- Costumes : Nathalie Raoul
- Dir. casting : Sarah Teper
- Production : Agat Films & Cie - Ex Nihilo
- Coproduction : France 3 Cinéma, Gimages Développement et Vega Films
- Producteurs délégués : Gilles Sandoz et Patrick Sobelman
- Distributeur : Diaphana
- Langue : italien, français
- Format : couleur - 35mm - 2,35:1 - Dolby Digital
- Durée : 124 minutes
- Date de sortie : France : 16 mai 2001

## Distribution
- Stefano Cassetti : Kurt / André Gaillard / Roberto Succo
- Isild Le Besco : Léa
- Patrick Dell'Isola : le major Thomas
- Vincent Denenaz : Denis
- Aymeric Chauffert : Delaunay
- Viviana Aliberti : l'institutrice suisse
- Estelle Perron : Céline
- Leyla Sassi : Cathy
- Catherine Decastel : Patricia
- Olivia Carbonini : l'entraîneuse de l'Etna
- Basile Vuillemin : l'enfant
- Brigitte Raul : la mère de l'enfant
- Marius Bertram : le chauffeur de taxi
- Aymeric Chauffert : l'adjoint du major Thomas
- Vincent Deneriaz : le jeune adjoint du major Thomas
- Marylin Tardif : Mylène
- Philippe Bossard: le Juge d'instruction français
- Fejria Deliba : le médecin légiste
- Bernard Cupillard : le lieutenant Guillot
- Christian Bouffe : le gendarme de Talloires
- Luc Malher : le gendarme de Semnoz
- Pierre Baux : le mari de Françoise Cottaz
- Pasquale d'Inca : l'homme en pyjama
- Jade Duviquet : la femme en chemise de nuit
- Vincent Montignon : le paysan de la grange
- Catherine Belkhodja : la mère de Léa
- Nicolas Favre : le petit ami de Léa
- Cynthia Bamoudrou : la cousine de Léa
- Christophe Olivier : Marco
- Jean-Marc Benoi : le serveur de l'auberge du lac
- Michel Poyard : le patron de l'auberge du lac
- William Daudin : le témoin de la rocade de Marseille
- Nathalie Montcho : la femme de la rocade de Marseille
- Mohamed Khiter : le policier de la rocade de Marseille
- Olivier Fornara : le marin du Foch
- Jean-Pierre Berod : le patron de l'Etna
- Philippe Sabran : l'acolyte du patron de l'Etna
- Noël Brussey : le policier de la fusillade
- Pasquin Gras : le jeune policier de la fusillade
- Danilo Vivan : l'inspecteur italien
- Roberto Molo : l'inspecteur adjoint italien
- Gianni Rizzeto : Gregorio
- Maurizio Dal Corso : policier italien de l'arrestation
- Philippe Diamantis : policier italien de l'arrestation
- Giorgio Marcozzi : le juge Moro
- Giovanni Tomassetti : l'avocat italien de Roberto Succo
- Paolo Lazzaro : le gardien de prison
- Elina Löwensohn : Françoise Cottaz (photos)
- Frédéric Biousse : le policier Fayolle
- Sylviane Mook : la femme dans les toilettes
- Geneviève Bachelier : la mère de Roberto Succo
- Jean-Paul Veillon : le père de Roberto Succo
- Jean-Yves Vergnes
- Cloé Louveton
- Vincent Rey-Millet
- Laurent Brun
- Cyril Hertel
- Nicolas Braccini
- Caroline Delieutraz
- Élodie Dallière
- Valérie Tailland
- Anne Le Nabour
- Grégory Bertrand
- Nicolas Lefebvre
- Stéphane Doss
- Greg Caillon
- Éric Ripoll
- Grégory Combier
- Cyril Cottereau
- Jacques Reiff
- Alain Lecoultre

## Musique
Sauf indication contraire ou complémentaire, les informations mentionnées dans cette section proviennent du générique de fin de l'œuvre audiovisuelle présentée ici.
- Love is love par Culture Club de 1985 (rencontre de Léa et de Roberto Succo dans le bar).
- Sleep par Marianne Faithfull de 1995 (dans un champ près d'un feu, Léa et Roberto Succo dansent un slow ; le carambolage sur l'autoroute de Marseille ; générique de fin).
- Rock Your Baby par George McCrae de 1974 (dans la boite de nuit, Roberto Succo fait connaissance et danse avec Cathy, discute à leur table avec sa sœur et Nadia, Christian se joint à eux).
- Nice and Slow par Jesse Green (en) de 1976 (dans la boite de nuit, Roberto Succo danse avec Cathy et sa sœur, se dispute avec Luigi et sort).

## Accueil

### Accueil critique
Sur l'agrégateur américain Rotten Tomatoes, le film récolte 100 % d'opinions favorables pour 6 critiques.
En France, le site Allociné propose une note moyenne de 4,1⁄5 à partir de l'interprétation de critiques provenant de 23 titres de presse.

### Controverses
Lors de sa sortie, le film a été un temps menacé d'interdiction à Annecy et Chambéry, lieux des meurtres de Succo, mais a été finalement maintenu à l'affiche. Il a par ailleurs fait l'objet de protestations de la part de policiers, estimant qu'il faisait l'apologie du tueur.

### Erreurs dans le film
A la quinzième minute, lorsqu'on voit le policier mort, tué par Roberto Succo, à côté de sa voiture, il s'agit d'une Renault Clio. Les premières Renault Clio sont sorties en 1990, or Roberto Succo est mort en 1988. Egalement, à la vingt-sixième minute, une Mercedes bien trop récente est garée sur le parking de l'hôtel.

## Distinctions

### Nominations
- 2002 : nommé au César (Meilleur espoir masculin) "Stefano Cassetti"
- 2001 : Sélection officielle du festival de Cannes

## Autour du film
Initialement, le film devait s'intituler Kurt.